# Paracladopelma brincki
Paracladopelma brincki är en tvåvingeart som först beskrevs av Freeman 1957.  Paracladopelma brincki ingår i släktet Paracladopelma och familjen fjädermyggor. Inga underarter finns listade i Catalogue of Life.